# Барра, Мэри
Мэри Барра (род. 24 декабря 1961) — бизнес-леди из США. Является генеральным директором General Motors Company с 2014 года. 
Она родилась и выросла в мичиганском городке Уотерфорд Тауншип, который расположен  на северной окраине Детройта. Отец Мэри работал в штамповочном цехе на бывшем подразделении GM — Pontiac. 
В детстве Мэри Барра хорошо училась, особенно в предметах в области естественных наук и математики. После окончания школы в 1979 году Мэри поступила в Институт General Motors в городе Флинт, штат Мичиган. Это было профессиональное училище, основанное в 1919 году, которое находилось под патронажем GM с 1926-го по 1982 год. За образование Мэри платила компания Pontiac. В обмен на это она должна была  работать на компанию после окончания ВУЗа. 
Барра закончила институт в 1985 году. Устроилась в General Motors инспектором качества на завод Pontiac. Там она помогала выпускать с конвейера Fiero — спорткар с центральным расположением двигателя. В 1988 году GM отправила Барру на обучение по программе MBA в Стэнфордском университете. 
В 2014 году Мэри Барра стала первой в мире женщиной, которая возглавила General Motors Company. 
Она является мастером своего дела. Карьера Барры оказалась успешной, благодаря чему она стала одной из самых  влиятельных женщин в мире и заняла седьмое место в рейтинге по мнению журнала Forbes. До Мэри автомобильными предприятиями в США управляли исключительно мужчины.